# Dinky Toys

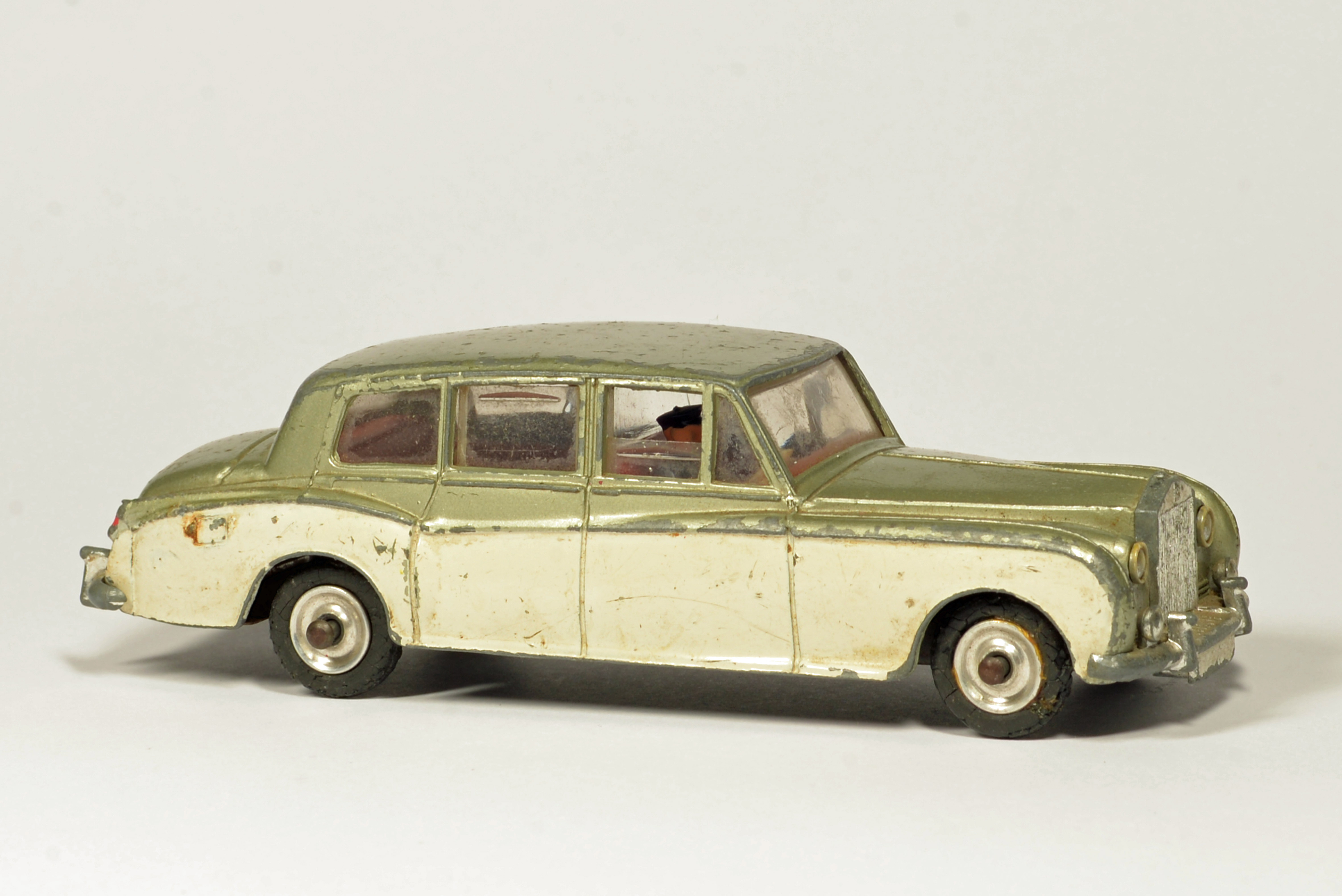
Dinky toys Rolls royce phantom V no 198

Dinky Toys was een Britse producent van modelauto's. Het was onderdeel van het Meccano-concern.
Dinky Toys maakte auto's van zamak in ongeveer de schaal 1:43 in zowel Groot-Brittannië als Frankrijk (hoewel ook modellen voor Dinky werden geproduceerd in Nederland bij Best box en in Spanje door Pilen). Gedurende korte tijd probeerde Dinky Toys een met Lesneys Matchbox concurrerende lijn op te zetten, Mini Dinky, maar dit werd geen succes. De Britse en vooral Franse Dinky's worden vaak hoger in waarde aangeslagen. Eind jaren 70 verloor Dinky Toys meer en meer terrein en ten slotte ging het bedrijf failliet. De merknaam werd in de jaren 80 gekocht door Matchbox, dat zowel oude als nieuwe modellen uitbracht. Matchbox zelf werd echter ook weer overgenomen, door Universal International, en de merknaam dreigde te verdwijnen.
In 1997 werd Dinky Toys door overname een merk van Mattel.

## Populariteit
De oude Dinky's zijn erg gewild bij verzamelaars, hoewel de populariteit minder is dan rond 2000, toen eBay zorgde voor een grote opleving in het verzamelen van Dinky Toys. Sinds 2010 is er in Frankrijk en later ook in Nederland (via de firma Atlas) een Kiosk serie opgestart waarin de oude Dinky Toys modellen opnieuw worden uitgebracht. De modellen zijn alleen door het Atlas-logo op de bodemplaat van de originele DT-modellen te onderscheiden.

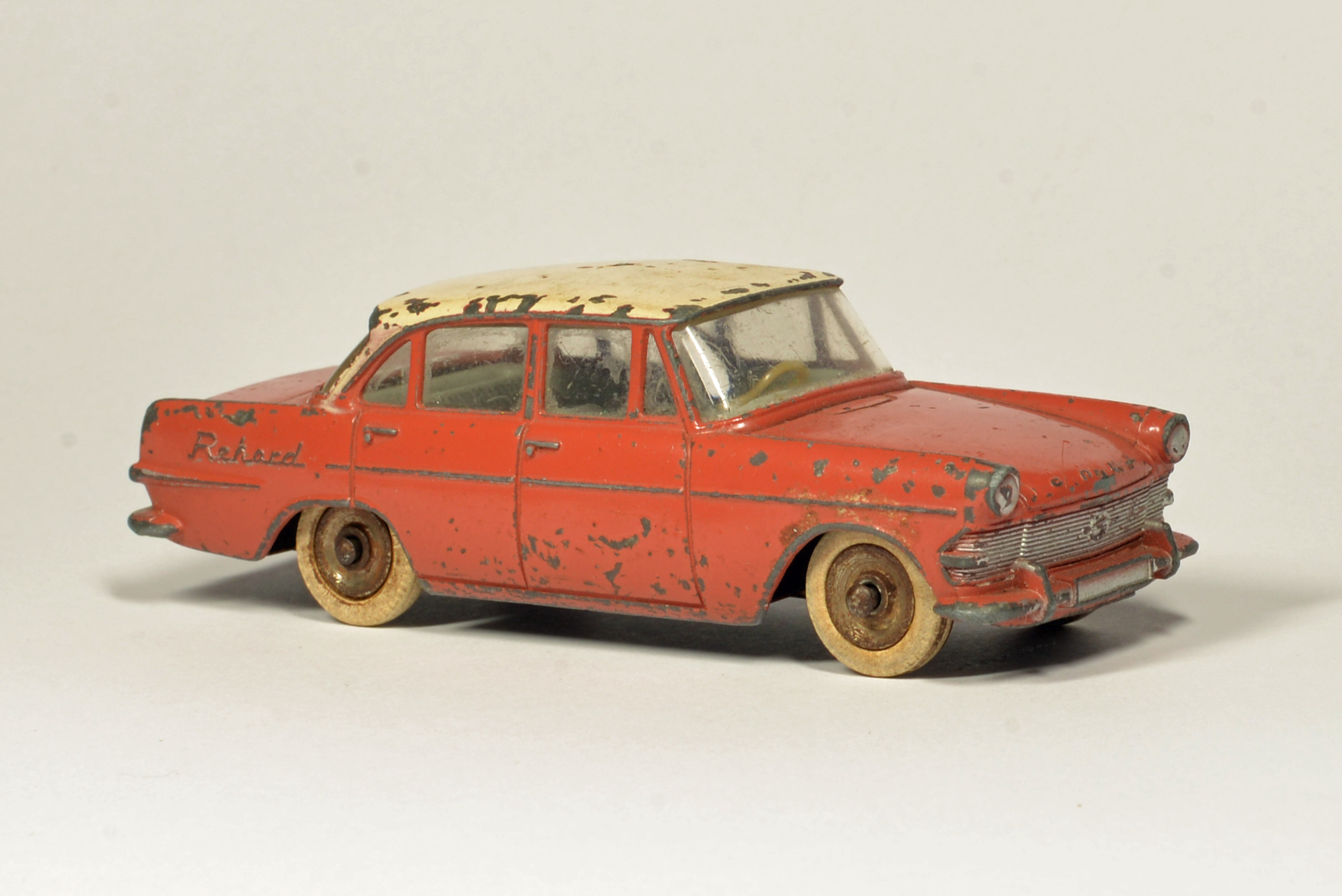
Dinky toys Opel rekord no 554

Abrex ·
Action ·
Agat ·
AHC Models ·
Amalgam ·
AWM ·
Apek ·
Artitec ·
Aurometal ·
Autoart ·
B-A-C ·
Bandai ·
Barlux ·
Best box ·
Bburago ·
BGM ·
Biante ·
Blue Box ·
Brami ·
Brekina ·
Britains ·
Buby ·
Budgie ·
Bymo ·
Cararama ·
Carex ·
Carisma ·
Carson ·
Charbens ·
Champion ·
CM's ·
Compact Specials Europe ·
Conrad ·
Corgi ·
Darda ·
DeAgostini ·
De Backer ·
Diamond Label ·
Dinky Toys ·
Doorkey ·
Edocar ·
Efsi ·
Eko ·
Elekon ·
Eligor ·
Ellas ·
ERTL ·
Espewe ·
Estetyka ·
Exoto ·
Faller ·
Galgo ·
Gama ·
Gasquy ·
Gisima ·
GMP ·
Greenlight ·
Grell ·
Guiloy ·
Guisval ·
Hasegawa ·
Herpa ·
Highspeed ·
Holland Oto ·
Hongwell ·
Hot Wheels ·
Husky ·
Igra ·
Italeri ·
J.M.K. ·
Jada Toys ·
Joal ·
Johnny Lightning ·
Jouef ·
Joy city ·
Kaden ·
KEES ·
Kenner ·
Kentoys ·
Konami ·
KOVAP ·
Kyosho ·
LEGO ·
Lesney ·
Limocars ·
Lion Toys ·
Lledo ·
Lone Star ·
Maisto ·
Majorette ·
Märklin ·
Marx ·
Matchbox ·
Mebetoys ·
Mercury ·
Metchy ·
Miho ·
Miniauto ·
MiniChamps ·
Mira ·
Monogram ·
Monti System ·
Morestone ·
MotorMax ·
Muky ·
Neo Scale Models ·
New Ray ·
Norev ·
Norscot ·
Novoexport ·
NZG ·
Onyx ·
Oxford Diecast ·
Permot ·
Pilen ·
Pioneer ·
Plasticart ·
Playart ·
Pocher ·
Poliguri ·
Polistil ·
Politoys ·
Portegies ·
Premium Classixxs ·
Racing Champions ·
Radon ·
Rainbow Toys ·
R.A.M.I. ·
Realtoy ·
Real-X ·
Redbox ·
REI ·
Replicars ·
Retro 43 ·
Revell ·
Rietze ·
Rivarossi ·
Road Signature ·
Roco ·
Ros ·
RW Modell ·
Sablon ·
Safir ·
Schabak ·
Schuco ·
SEBA ·
Septoy ·
Shelby Collectables ·
SIKU ·
Směr ·
Solido ·
Spark ·
Speedy ·
Summer ·
Tamiya ·
Tantal ·
Tekno ·
Tematoys ·
Tin Toys ·
Tomica ·
Tonka ·
Tootsietoy ·
Tuf Tots ·
Universal Hobbies ·
Valvoline ·
Vemi ·
Welly ·
Wiking ·
Winner ·
Wörlein ·
WSI ·
X-concepts ·
Yatming ·
Yaxon ·
Yow Modellini ·
Zee toys ·
Zylmex